# فن الاحتضار (كتاب)

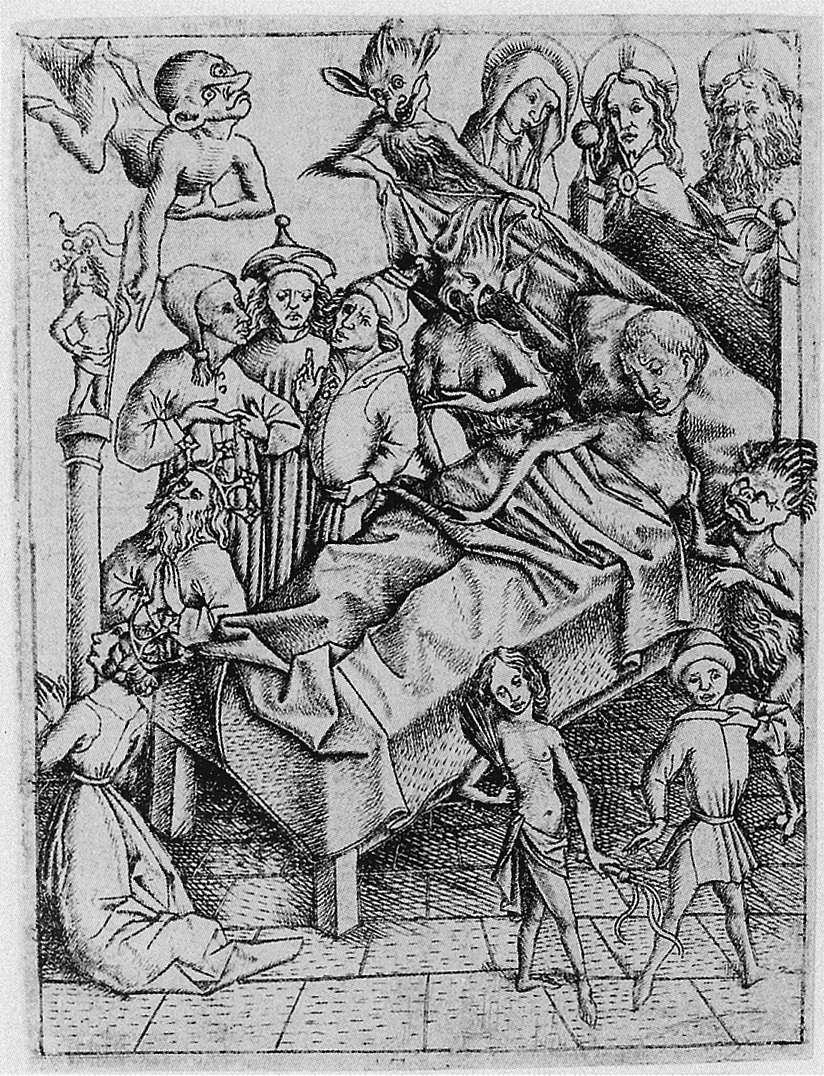
خشيّب يوضح "قلة الإيمان"، كأحد المغريات الخمس التي تواجه المحتضر. 1450

فن الاحتضار (باللاتينية: Ars moriendi، بالإنكليزية: The Art of Dying) هو العنوان لنصّين لاتينيين كُتبا في 1415 و1450، والنصان يقدمان نصائح بشأن آداب أو اجراءات الموت الحسن، ويشرحان كيفية الموت بـ«شكل جيد»، وذلك تبعاً للتعاليم المسيحية في القرون الوسطى. وهذه النصوص كُتبت تحت تأثير أهوال الموت الأسود التي مزّقت أوروبا قبل 60 عاماً من تاريخ نشر النصّين. نال الكتاب شهرة عظيمة وتُرجم إلى أغلب اللغات الأوروبية، وكان أول عمل أدبي يقدم نصائح إرشادية لأجل الموت أو الاحتضار. 
كانت هنالك نسخة مطوّلة في الأصل، ثم بعد ذلك صُدرت عنها نسخة قصيرة، تحتوي على 11 خشيب هي عبارة عن صور توضيحية يسهل فهمها وتذكّرها ساعة الردى.

## النسخة المُطوّلة
هي النسخة الأصلية، وكانت تسمّى: (Tractatus artis bene moriendi)، قام بتأليفها راهب دومينيكاني مجهول عام 1415، وكانت غالباً استجابة لطلب من مجلس كونستانس (1414- 1418 ألمانيا). حازت هذه النسخة على اهتمام واسع وتُرجمت إلى أغلب اللغات الأوروبية، وكانت مشهورة خاصة في إنكلترا، حيث نمت العادة نحو كتابة آداب المواساة أو العزاء، واستمرّتْ حتى القرن السابع عشر. 
أيضاً كان فن الاحتضار من أول الكتب التي تُطبع بشكل يسمح لها بالحركة أو التنقل مع حاملها، وكان يتم تداوله بشكل موسّع، حيث طُبع منه ما يقارب الـ100 نسخة قبل عام 1500، خاصة في ألمانيا. 
يتألف «فن الاحتضار» من ستة فصول هي كالآتي:
1. الفصل الأول يشرح كيف أن للموت جانب حسن، ويساعد الشخص المحتضر على الاقتناع بأنه لا يوجد داع للخوف من الموت.
2. الفصل الثاني يوضّح الخمس مغريات التي تواجه الشخص المحتضر، وكيفية تجنبهم. وهي: قلة الايمان، اليأس، الجزع، الكبر، الجشع.
3. الفصل الثالث يذكر السبعة أسئلة الواجب توجيهها للشخص المحتضر، إلى جانب العزاء أو السلوى التي سوف تتاح له بواسطة القوى التطهيرية لحب المسيح.
4. الفصل الرابع يشدد على ضرورة الاقتداء بحياة المسيح.
5. الفصل الخامس موجّه إلى عائلة وأصدقاء المحتضر، شارحاً القواعد السلوكية الواجب توافرها حين الاجتماع حول فراش الموت.
6. الفصل السادس يتضمن الصلوات الواجب تلاوتها على الشخص المحتضر.

## النسخة القصيرة
هي النسخة التي تبعتْ النسخة المطولة، صُدرت حوالي عام 1450م، في هولندا. وهي في غالبها معالجة للفصل الثاني من النسخة المطولة، وتحتوي على 11 خشيب مصوّر. أول عشرة خشيبات قُسمتْ إلى 5 أزواج، في الزوج الواحد، صورة توضّح الشيطان بينما يعرض أحد المغريات الخمس، والصورة المقابلة توضح كيفية مواجهة المغريات. وآخر زوج من الصور يُظهر الشخص المحتضر، وقد نجح أخيراً في النجاة من الخمس مغريات، وتم قبوله في الجنة، بينما تعود الشياطين إلى الجحيم. 
النسخة القصيرة نالت من الشهرة ما نالته النسخة المطولة، لكنها لم تحظ بترجمة إنكليزية، ربما لأن الإنكليز المتعلمين في ذلك الوقت كان يُتوقع منهم أن يجيدوا عدة لغات أوروبية.

## الدلالات
التعبير عن حاجة الأفراد للاستعداد للموت كان شائعاً في الآداب القروسطية، من خلال مشاهد الاحتضار وفراش الموت. ولكن قبل القرن الخامس عشر لم يكن هنالك أي إصدارات أدبية توضّح كيفية الاستعداد للموت، أو ما المقصود بالموت الحسن، أو كيفية الموت بشكل جيد. حيث كانت اجراءات وطقوس وصلوات فراش الموت تُمارس بواسطة الكهنة فقط. كتاب «فن الاحتضار» كان ردّاً مبتكراً بواسطة الكنيسة الرومية الكاثوليكية على تغير الظروف والأحوال بسبب الموت الأسود، فقد أدّى إلى موت أعداد كبيرة من الكهنة والرهبان بالطاعون، الأمر الذي سوف يستغرق من الكنيسة أزمنة طويلة لملء هذا الفراغ، هكذا يعمل الكتاب كـ«كاهن افتراضي»، كي يساعد العامة، الأمر الذي كان سيتم اعتباره - خلال الـ60 عام السابقة لنشر كتاب- تدّخل سافر في سلطة وأسرار الكنيسة الكاثوليكية.

## وصلات خارجية
الأحد عشرة خشيّبات المؤلّفة لكتاب فن الاحتضار